# Červený (osada)
Červený (též dříve Na Červeným) je osada v okrese Příbram. Leží ve dvou katastrálních územích: většina osady náleží obci Nalžovice, avšak domy čp. 92 a ev. 1 náleží obci Dublovice. Červený se nachází 6,7 km severozápadně od Sedlčan a asi 30 km severovýchodně od Příbrami. V roce 2021 zde žilo 18 obyvatel v osmi domech.
Osadou protéká potok Musík, který je pravostranným přítokem řeky Vltavy. Jižně od Červeného leží největší rybník na Sedlčansku, nazývaný Musík podle potoka, který jím protéká. Je zde registrováno 12 čísel popisných a čtyři čísla evidenční. Nachází se zde hřiště. Stojí zde vodní mlýn (čp. 92), dříve zde stávala kruhová cihelna.